# Mont Capezzone
Pour les articles homonymes, voir Capezzone.
Le mont Capezzone est une montagne italienne qui s'élève à 2 421 m d'altitude dans les Alpes pennines à la frontière entre les provinces de Verceil et du Verbano-Cusio-Ossola.

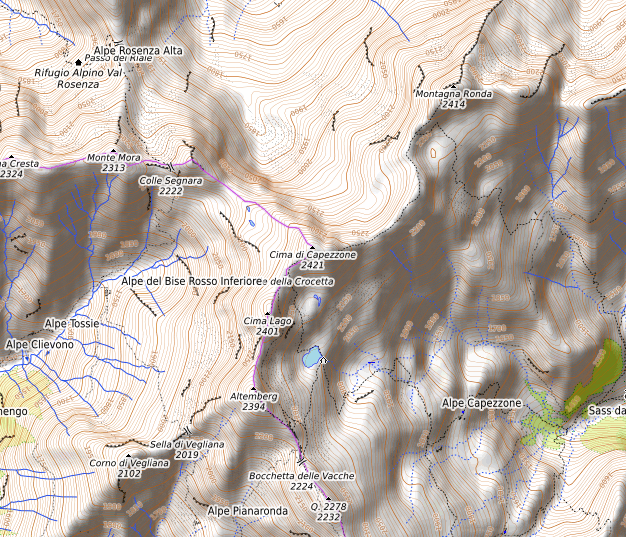
Carte topographique.

La crête du mont Capezzone, qui domine le val Strona est composée de quatre sommets : la cima Altemberg (2 395 m), la cima Lago, la cima Capezzone et la cima Ronda.

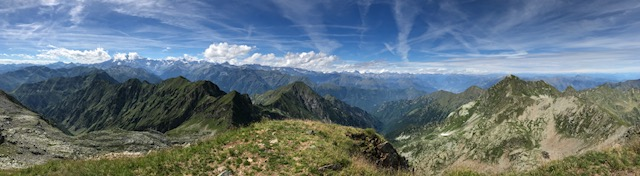
Vue panoramique depuis le monte Capezzone ; le mont Rose est au fond à gauche.